# Koror
Koror er Palaus største by og tidligere hovedstad med et indbyggertal på 11.200.
Den 7. oktober 2006 mistede byen sin status som hovedstad til Melekeok.
7°21′38″N 134°28′45″Ø / 7.36056°N 134.47917°Ø